# Bjørnebryllup
Bjørnebryllup (russisk: Медвежья свадьба) er en sovjetisk stumfilm fra 1925 af Vladimir Gardin og Konstantin Eggert.
Filmen er baseret på en novelle af Prosper Mérimée.

## Medvirkende
- Konstantin Eggert
- Vera Malinovskaja som Julka
- B. Afonin
- Varvara Aljokhina som Adelina
- Aleksandr Geirot